# Wendlandia salicifolia
Wendlandia salicifolia là một loài thực vật có hoa trong họ Thiến thảo. Loài này được Franch. miêu tả khoa học đầu tiên năm 1895.